# NGC 60
NGC 60 (PGC 1058) este o galaxie spirală din constelația Peștii, cu o magnitudine aparentă de 14,85. Aceatsa a fost descoperită în anul 1882 de către astronomul francez Édouard Stephan.

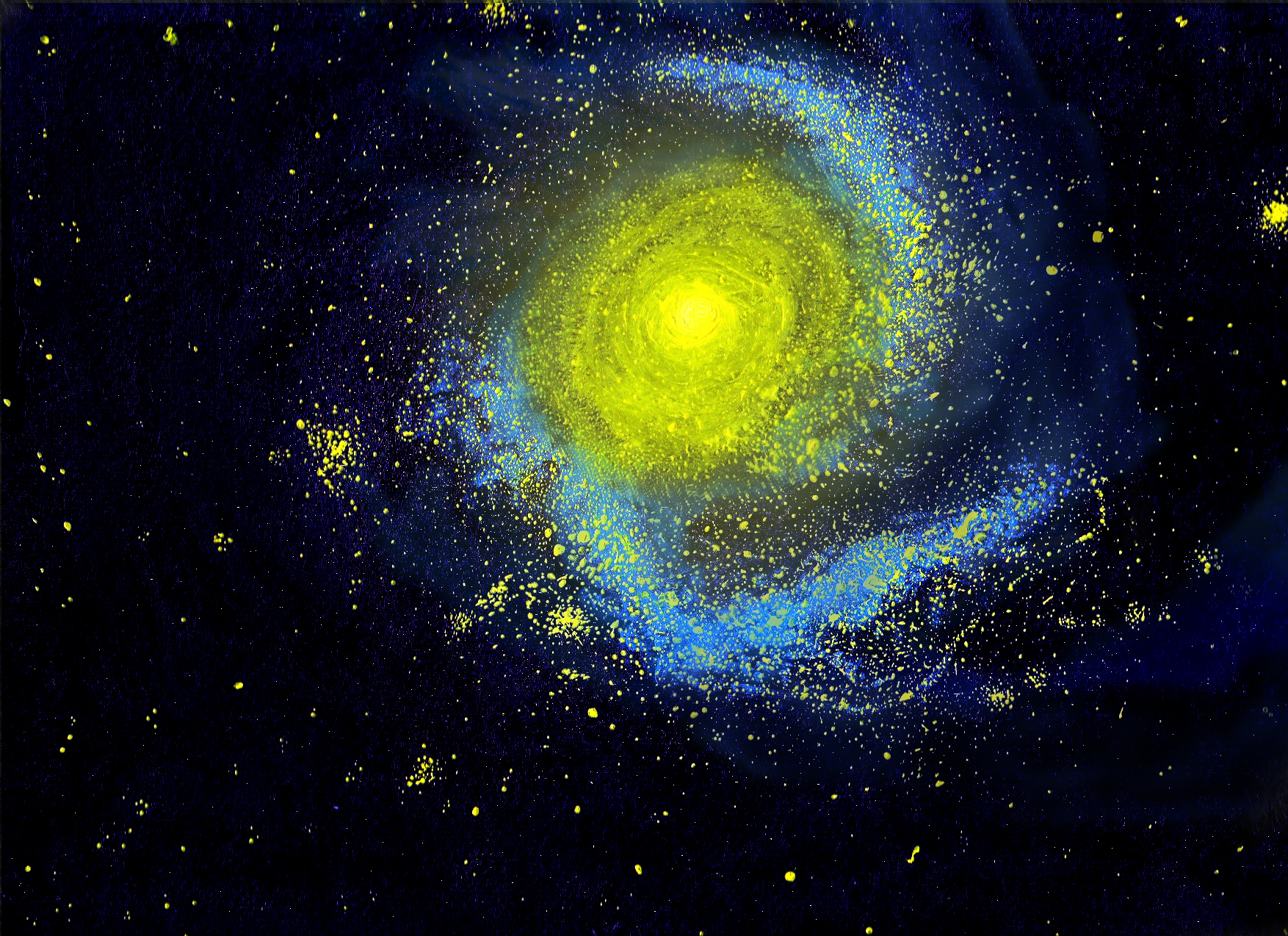
Reprezentare artistică a galaxiei NGC 60

## Legături externe
- NGC 60 la WikiSky: DSS2, SDSS, GALEX, IRAS, Hydrogen α, X-Ray, Astrophoto, Sky Map, Articole și imagini
- SEDS: NGC 60
- RCSED: NGC 60